# 카타스트로피
《카타스트로피》(영어: Catastrophe)는 2015년 1월 19일부터 현재까지 방영된 영국의 시트콤이다.

## 캐스트
- 샤론 호건 - 샤론 모리스
- 롭 델라니 - 롭 모리스
- 애슐리 젠슨 - 프란
- 마크 보나르 - 크리스
- 캐리 피셔 - 미아
- 조나단 포브스 - 퍼갈
- 다니엘 라페인 - 데이브
- 토비어스 멘지스 - 닥터 하리스
- 사라 나일스 - 멜리사